# Alan Pinheiro
Alan Lopes Pinheiro, auch einfach nur Alan Pinheiro (* 13. Mai 1992 in Brumado) ist ein brasilianischer Fußballspieler.

## Karriere
Alan Pinheiro erlernte das Fußballspielen in der Jugendmannschaft von EC Vitória. Hier unterschrieb er 2013 auch seinen ersten Vertrag. Der Verein aus Salvador spielte in der zweiten Liga, der Campeonato Brasileiro de Futebol – Série B. Von Mai 2013 bis Juni 2013 wurde er an Ceará SC ausgeliehen. Im Anschluss wechselte er für den Rest des Jahres auf Leihbasis nach Japan zu Kawasaki Frontale. Der Klub aus Kawasaki spielte in der ersten Liga, der J1 League. Für Kawasaki absolvierte er zehn Erstligaspiele. 2014 kehrte er nach der Ausleihe zu Vitória zurück. Von August 2014 bis Dezember 2014 wurde er vom brasilianischen Verein AS Arapiraquense ausgeliehen. Anfang 2015 ging er wieder nach Japan um auf Leihbasis beim Zweitligisten Tokyo Verdy zu spielen. Nach Ende der Ausleihe wurde er Anfang 2016 von Verdy fest verpflichtet. Bis Ende 2018 kam er für Verdy auf insgesamt 123 Zweitligaspiele. 2019 nahm ihn der Ligakonkurrent JEF United Ichihara Chiba aus Ichihara unter Vertrag. Nach 51 Spielen wurde sein Vertrag Ende der Saison 2020 nicht verlängert.